# Carmella Bing

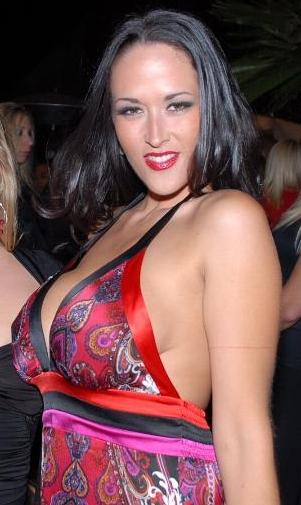
Carmella Bing (2007)

Carmella Bing, eigentlich Sarah Marie Fabbriciano (* 21. Oktober 1981 in Salem, Oregon) ist eine ehemalige US-amerikanische Pornodarstellerin.

## Leben
Im Alter von 18 Jahren trat sie in eine Tanzschule ein und begann nebenbei für eine Begleitagentur zu arbeiten. Im November 2005 begann sie ihre Karriere als Pornodarstellerin. Sie zählte zu den Darstellerinnen mit den meisten Videoszenen von Brazzers. 2007 wurde sie bei den UK Adult Film Awards als Best Overseas Female Performer ausgezeichnet. Bing kam in Pornofilmen der Produktionsunternehmen Evil Angel, Vivid Entertainment Group, Hustler und Digital Playground als Darstellerin zum Einsatz. Sie arbeitete mit den Pornofilmregisseuren Axel Braun, Manuel Ferrara, Robby D. und Lexington Steele zusammen. 
Im Jahr 2008 beendete sie vorübergehend ihre Tätigkeit als Pornodarstellerin. Nachdem sie im Oktober 2010 ein Kind zur Welt gebracht hatte, nahm sie im Januar 2011 ihre Tätigkeit als Darstellerin für kurze Zeit wieder auf, bis sie ihre Karriere endgültig beendete. Sie lebt derzeit in Las Vegas.

## Filmografie (Auswahl)
- 2005: Every Mans Dream
- 2006: Big Fucking Titties 2
- 2006: Pussy Cum Cocktails
- 2006: Anal Addicts 28
- 2006: Porn Fidelity 6
- 2006: Only Handjobs 4
- 2006: Craving Big Cocks #14
- 2007: Brianna Love is Buttwoman
- 2007: Wet Food 2
- 2007: Jack's Teen America Mission #19
- 2007: Jack's POV 9
- 2007: Brianna Love is Buttwoman
- 2007: Fuck My Tits 3
- 2007: Angels of Debauchery 7
- 2008: Big Wet Tits 6
- 2008: Busty Housewives
- 2007: Big Tits at Work
- 2007: Happy Ass-day
- 2008: Fuck My Tits 3
- 2008: Big Tits at School
- 2008: Boob Bangers 5
- 2008: Pornstars Like it Big
- 2008: Big Tits at Work Vol. 5
- 2008: Swimsuit Calendar Girls 2
- 2009: Real Wife Stories Vol. 6
- 2009: Breast Worship 2
- 2009: Big Wet Butts
- 2009: Don’t Make Me Beg
- 2009: Serious Set Of Headlights
- 2009: Curvy Girls Vol. 4
- 2010: A Big Tit Christmas
- 2010: Big Tits at Work Vol. 9
- 2010: Cum out on Top 2: Gianna Michaels vs Carmella Bing
- 2010: Devil In Miss Jones, The: The Resurrection
- 2010: Big Tits Round Asses 15
- 2010: Big Tits in Uniform 2
- 2011: Cash For Chunkers #5
- 2011: Hugest Poolside Titties
- 2011: Swimsuit Sex
- 2011: There's A Party In My Mouth
- 2012: Legal Porno 26510
- 2013: Bangin' the Biggins 3
- 2013: Fuckfest Of 3 Horny Women
- 2013: My First Sex Teacher 16871
- 2013: My First Sex Teacher 17159
- 2015: Keiran Lee's 1000th: This Is Your ZZ Life
- 2016: Hot Moms With Huge Tits #2
- 2019: Obsessed With Tits 2